# Rosa García
Rosa Gisella García Rivas (Lima, 1964 -), é uma ex- voleibolista indoor peruana,que atuou na posição de levantadora e  defendeu  a  Seleção Peruana, disputou três edições dos Jogos Olímpicos de Verão, sagrou-se medalhista de prata nos Jogos Olímpicos de Verão de 1988 em Seul, também foi semifinalista nos Jogos Olímpicos de Los Angeles em 1984 e medalhista de bronze no World Top Four de 1988.

## Carreira
Rosa foi considerada uma das grandes levantadoras de sua época de atleta e compôs a Seleção Peruana de Voleibol Feminino  em todas as categorias: infanto, infanto-juvenil e adulta em muitas conquistas e os melhores resultados a nível sul-americano, nas Américas e  mundial.Participou de  três edições dos Jogos Olímpicos de Verão e dos  Jogos Pan-Americanos, assim como quatro edições da Copa do Mundo, duas edições do Campeonato Mundial, obtendo a sexta posição no Mundial de Pequim de 1990 e a décima terceira posição no Mundial de São Paulo de 1994.
Na Copa do Mundo obteve pela Seleção Peruana o quinto lugar nos anos de 1985, 1989 e 1991 e a décima posição na edição de 1999.Foi semifinalista na Olimpíada de Los Angeles de 1984.Integrou  a  equipe peruana nos Jogos Olímpicos de Verão de 1988 em Seul, evento no qual disputou a medalha de ouro contra a poderosa  ex-URSS e em um jogo histórico por pouco não a derrotou, a equipe liderava o placar em 2 sets 0 , sendo derrotada pela potência europeia no tie-break e a honrosa medalha de prata marcou sua geração, a população peruana em massa parou para acompanhá-las pela televisão, e o time soviético reagiu, empatou em sets e no quinto set  as peruanas tiveram a chance de fechar a partida;  para as atletas foi uma tristeza, mas o país as guardam na memória pelo brio destas jogadoras.
Em 1993 defendeu passou a jogar no voleibol brasileiro e defendeu as cores do BCN/Guarujá, sendo vice-campeã  na temporada 1994-95 da Superliga Brasileira, mesmo feito obtido na temporada 1995-96 da Superliga Brasileira A.
Em  2000 foi a porta-bandeira da delegação peruana na Olimpíada de Sydney. ocasião que encerrou na décima primeira posição. Já veterana jogou pela equipe do Blue Life/Pinheiros na temporada 2001-02.
No ano de 2004 jogava pelo Club Regatas Lima e disputou o extinto torneio internacional Salonpas Cup. Em 2007 assaltaram sua residência e entre os objetos furtados estava sua medalha de prata  da Olimpíada de Seul.
Atualmente é Presidenta da Comissão Peruana de Voleibol de Praia.Em 2012 disputou apenas uma partida devido a contusão, ao machucar o ombro no  décimo Campeonato Brasileiro Open de Vôlei Master da ANE, pelo EC Pinheiros

## Títulos e resultados
- Jogos Olímpicos de Verão:1984
- Superliga Brasileira A: 1994-95

## Premiações individuais
[carece de fontes?]